# Свободу нам! (фільм)
«Свободу нам!» (фр. À nous la liberté) — французький комедійний мюзикл режисера Рене Клера 1931 року.

## Сюжет
20-ті роки XX століття, світова економічна криза. Луї і Еміль — два ув'язнених приятеля, які змушені працювати на місцевому виробництві, збираючи іграшки. Одного разу Луї, за допомогою Еміля, вдається втекти, і він починає нове життя, швидко піднімаючись по кар'єрних сходах від продавця до власника великої фабрики. Тільки от на самій фабриці драконівські порядки, а робота службовців автоматизована настільки, що перетворює їх у роботів, які ходять на роботу як у в'язницю…

## У ролях
- Анрі Маршан — Еміль
- Раймон Корді — Луї
- Ролла Франс — Жанна
- Поль Олів'є — Поль Імак, дядько Жанна
- Жак Шеллі — Поль
- Андре Мішо — диспетчер
- Жермен Оссей — Мод, коханка Луї
- Александер д'Арсі — жигало
- Вільям Берк — ватажок бандитів
- Вінсент Гіспа — оратор
- Леон Лорін — метушливий чиновник

## Нагороди
- Венеційський кінофестиваль — Most Amusing Film
- Kinema Junpo Awards — Найкращий фільм іноземною мовою
- Оскар (номінація) — Лазар Меєрсон у категорії Найкраща робота художника-постановника

## Цікаві факти
- Кінокомпанія Tobis, що володіє авторськими правами на фільм «Свободу нам!», подала в суд на Чарлі Чапліна, звинувачуючи його в плагіаті у фільмі «Нові часи» (зокрема сцена на конвеєрі). Рене Клер відмовився брати участь у судових переслідуваннях і писав, що він був би щасливий, якщо Чарлі Чаплін, якого Рене дуже поважав, був натхненний його фільмом. Справу було вирішено без суду після Другої світової війни.